# Naruto: Ultimate Ninja 2
Naruto: Ultimate Ninja 2 est la suite du jeu Naruto: Ultimate Ninja. Cet opus est déjà sorti au Japon en 2004 sous le nom Naruto: Narutimate Hero 2 (ＮＡＲＵＴＯ-ナルト- ナルティメットヒーロー２). Il est sorti en Europe le 19 octobre 2007.